# Bizum
Bizum és un proveïdor de serveis de pagament d'Espanya, fruit de la col·laboració de la gran majoria de les entitats bancàries del país per a crear un sistema de pagaments instantanis entre particulars i de compres en comerços. El 2019, Bizum va superar els 6 milions d'usuaris, l'agost del 2020 els 10 milions d'usuaris, el 2021 va arribar als 15 milions d'usuaris, i a l'abril del 2024 tenia més de 26 milions d'usuaris.
L'alternativa a Bizum a Europa, o més ben dit, l'extensió d'aquesta és SPL (SEPA Proxy Lookup), basat en l'esquema SEPA Request-to-Pay (SRTP).
Creat el 2016, Bizum és propietat de l'empresa Sociedad de Procedimientos de Pago SL, constituïda el 27 de juny del mateix any a Madrid. El capital social es reparteix entre un total de 29 entitats bancàries, que en conjunt posseeixen el 95% de quota de mercat a Espanya, encara que cap banc pot superar el 24% de l'accionariat.

## Funcionament[7][8]
El servei permet realitzar pagaments entre usuaris utilitzant l'aplicació mòbil i coneixent únicament el número de telèfon del destinatari, per a imports entre 0,50 i 500 euros per operació. L'import màxim d'operacions rebudes per client en un dia és de 2000 euros. En acabar 2018, ja comptava amb 2,5 milions d'usuaris que havia transferit uns 700 milions d'euros per la plataforma. El primer trimestre del 2022 ja comptava amb 19,6 milions d'usuaris.
Quan l'usuari vulgui enviar diners, rebrà un missatge de text de verificació que, juntament amb un codi, haurà d'introduir en l'aplicació. Una vegada fet això, la transacció queda feta i l'altre usuari la rep a l'instant. En aquest moment, el receptor rep un altre missatge de text confirmant-li l'admissió efectiva dels diners transferits, que estarà disponible en el seu compte en aquest moment. Tota l'operació queda registrada en un historial que els usuaris poden consultar.
De moment, les entitats financeres que operen amb Bizum ofereixen als seus clients el servei de transferència immediata entre usuaris de manera gratuïta, però depèn de les polítiques de cada banc. Tampoc està estandarditzat el límit de diners permesos en cada transferència ni quantes se'n poden realitzar, sinó que cada entitat estableix unes quantitats i un nombre màxim d'operacions permeses.

## Entitats associades
| Nom                 | Tipus                 |
| ------------------- | --------------------- |
| CaixaBank           | Banc                  |
| Banc Santander      | Banc                  |
| BBVA                | Banc                  |
| Banc Sabadell       | Banc                  |
| Unicaja (UniPay)    | Banc                  |
| Bankinter           | Banc                  |
| KutxaBank + Cajasur | Banc                  |
| IberCaja            | Banc                  |
| Abanca              | Banc                  |
| ING                 | Banc                  |
| Deutsche Bank       | Banc                  |
| Openbank            | Banc                  |
| Banca March         | Banc                  |
| Targo Bank          | Banc                  |
| Banca Pueyo         | Banc                  |
| Laboral Kutxa       | Cooperativa de crèdit |
| Caja Rural          | Cooperativa de crèdit |
| Cajamar             | Cooperativa de crèdit |
| Eurocaja Rural      | Cooperativa de crèdit |
| Caixa d'Enginyers   | Cooperativa de crèdit |
| Cajalmendralejo     | Cooperativa de crèdit |
| Caixa Guissona      | Cooperativa de crèdit |
| EVO Banco           | Banc                  |
| Banc Mediolanum     | Banc                  |
| Bankoa              | Banc                  |
| Arquia banca        | Banc                  |
| Caixa Ontinyent     | Caixa d'estalvis      |
| Imagin              | Neobanc               |
| Orange Bank         | Neobanc               |

## Accionariat
(cap banc pot sobrepassar el 24% d'accions)
- CaixaBank, 24% (2021)[10]
- Banc Santander, 18% (2021)[10]
- BBVA, 16% (2021)
- Sabadell, 10% (2021)
- Altres entitats, el 22%